# Béthel (village du Bénin)
Béthel est un village de l'État du Bénin, en Afrique de l'Ouest. Il est situé dans le département des Collines (Bénin) et fait partie administrativement de l'arrondissement de Thio, qui est lui-même sous la juridiction de la commune de Glazoué. La route RNIE2/RNIE5 passe au nord de la localité dans le sens est-ouest et permet d'atteindre la localité de Thio en direction de l'ouest. En direction de l'est, la commune de Savè est atteinte après une courte distance,.